# Husbyskov
Husbyskov (dansk) eller Husbyholz (tysk) er en landsby beliggende sydøst for Husby og Husbyris i Angel i Sydslesvig. Administrativt hører Husbyskov under Husby Kommune i Slesvig-Flensborg kreds i den nordtyske delstat Slesvig-Holsten. I kirkelig henseende hører landsbyen til Husby Sogn. Sognet lå i Husby Herred (Flensborg Amt, Sønderjylland), da området tilhørte Danmark. Med under Husbyskov hører også udflytterstederne Gåsevad (på dansk også Gaas(e)vad), Snurom, Altona og Stålidt (også Staalidt) samt Bagkleve, Grydager og Spydsholm. Gåsevad ligger ved vejen til Husby, hvor skoven støder op til Bisgaard. Snorum er beliggende ved vejen til Lyshøj. Nærmeste landsbyer er ellers Markerup i vest, Søgård i syd, Lyshøj i øst og Spang og Katbjerg i nord. Grænsen til Markerup følger den lille Tenebæk.
Husbyskov er første gang nævnt 1483 som Husbuschouw. På jysk / angeldansk udtales navnet Husbyskaw. Navnet referer til landsbyens skov. Landsbyen ligger tæt på skoven Husbyris (Husby Ris), som er første gang nævnt 1662. Stålidt er første gang nævnt 1776, Altona 1798, begge stednavn er hentet fra tidligere kroer. Gåsevad er første gang nævnt 1819. På jysk / angeldansk udtales navnet Gåasvaj. Navnet er hentet fra gås og vad for et vadested (altså gæssenes vadested). Snurum (også Snurom) er første gang nævnt 1766. Stednavnet er afledt af verbum snurre. Navnet er meget almindeligt i det nordlige Sønderjylland.